# Ulupano Seuteni

a Compétitions nationales et continentales officielles uniquement.

b Matchs officiels uniquement.
Dernière mise à jour le 16 mai 2025.
Ulupano Seuteni, né le 9 décembre 1993 à Adélaïde (Australie), est un joueur de rugby à XV international samoan, évoluant aux postes de centre, demi d'ouverture ou d'arrière. Il joue avec le club français du Stade rochelais en Top 14 depuis 2022.

## Carrière

### En club
Ulupano Seuteni est né à Adélaïde en Australie-Méridionale dans une famille d'origine samoane. Il joue d'abord au football australien, qui est le sport le plus populaire dans cette région,. Plus tard, il est poussé par ses parents à se mettre au rugby à XV dans l'un des rares club de la ville. À l'âge de 16 ans, il rejoint la Southport School dans la région du Queensland, où il continue à jouer au rugby et joue surtout au poste de demi d'ouverture,. Il joue également en club avec les Easts Tigers en Queensland Premier Rugby,.
En 2011, alors qu'il n'est âgé que de 17 ans, il est repéré par Ewen McKenzie, alors entraîneur de la franchise des Queensland Reds, qui le recrute pour faire partie du groupe élargi pour la saison 2012 de Super Rugby,,. Il reste trois saisons avec les Reds, toujours dans le groupe élargi, mais ne dispute aucun match en raison de la présence de joueurs confirmés comme Quade Cooper ou Mike Harris dans l'effectif,. En 2014, il joue également une saison en Shute Shield avec Eastern Suburbs RUFC.
Non conservé par les Reds, il tente l'aventure à l'étranger et rejoint le RC Toulon en Top 14 avec qui il signe un contrat espoir de trois saisons,. Il a alors l'occasion de s’entraîner avec des références mondiales à son poste comme Jonny Wilkinson ou Matt Giteau. Il joue surtout en Espoir, mais fait sa première apparition en Top 14 le 17 mai 2015 lors d'un match contre l'ASM Clermont au stade Marcel-Michelin. Il joue une seule rencontre lors de la saison 2014-2015, puis quatre lors de la saison 2015-2016.
À la recherche de plus de temps de jeu, il est prêté une saison l'US Oyonnax, tout juste relégué en Pro D2 pour la saison 2016-2017. Il joue dix matchs lors de cette saison, dont six titularisations (toutes au poste d'arrière), et participe à la remontée immédiate du club de l'Ain en Top 14 avec un titre de champion de France à la clé,. Il prolonge alors son contrat pour deux saisons supplémentaires. La saison suivante, il se fixe au poste de premier centre et s'impose comme une pièce maîtresse de l'effectif oyonnaxien en jouant vingt-six matchs dont vingt-trois titularisations,. 
Oyonnax étant relégué au terme de la saison, il rejoint alors l'Union Bordeaux Bègles pour un contrat de deux saisons,. Après une saison accomplie, il prolonge son contrat pour trois saisons supplémentaires, portant son engagement jusqu'en juin 2022,.
En 2022, il s'engage pour trois saisons avec le Stade rochelais, et s'impose comme un joueur cadre dès sa première année au club,. Lors de sa première saison, il est titulaire lors de la finale de Champions Cup que son équipe remporte face au Leinster. Plus tard la même saison, son équipe échoue en finale du Top 14 face au Stade toulousain. Lors de ce match, il est coupable d'une erreur défensive dans les derniers instants du match, qui conduit à l'essai décisif des Toulousains par Romain Ntamack,. En juillet 2024, il prolonge son contrat avec le club rochelais jusqu'en 2028.

### En équipe nationale
Ulupano Seuteni joue avec l'équipe d'Australie des moins de 20 ans lors des championnats du monde juniors 2012 et 2013,.
Sélectionnable en vertu de l'origine de ses parents, il est convoqué pour la première fois dans le squad des Samoa en juin 2019 pour disputer la Pacific Nations Cup. Bien que jouant essentiellement au centre en club, il est sélectionné pour jouer au poste de demi d'ouverture, en raison du manque de réservoir à ce poste aux Samoa,. Il connait sa première sélection  le 27 juillet 2019 à l’occasion d’un match contre l'équipe des Tonga à Apia.
En 2019, il est sélectionné pour faire partie du groupe samoan pour disputer la Coupe du monde au Japon. Il dispute quatre matchs, contre la Russie, l'Écosse, le Japon et l'Irlande.
Le 6 août 2023, il est annoncé au sein du groupe samoan retenu pour participer à la Coupe du monde en France. Il joue deux matchs lors du tournoi.

## Palmarès

### En club
- Champion de France de Pro D2 en 2017 avec Oyonnax.
- Vainqueur de la Champions Cup en 2023 avec le Stade rochelais.
- Finaliste du Championnat de France en 2023 avec le Stade rochelais.

### En équipe nationale
- 14 sélections avec les Samoa depuis 2019.
- 21 points marqués (2 essais, 3 pénalités, 1 transformation).

- Participation à la Coupe du monde en 2019 (4 matchs) et 2023 (2 matchs).